# Elaine Duke
Pour les articles homonymes, voir Duke.
Elaine Duke, née le 26 juin 1958 en Ohio, est une femme politique américaine. Elle est secrétaire à la Sécurité intérieure des États-Unis par intérim du 31 juillet au 6 décembre 2017, après que John F. Kelly soit nommé 28e chef de cabinet de la Maison-Blanche.

## Biographie

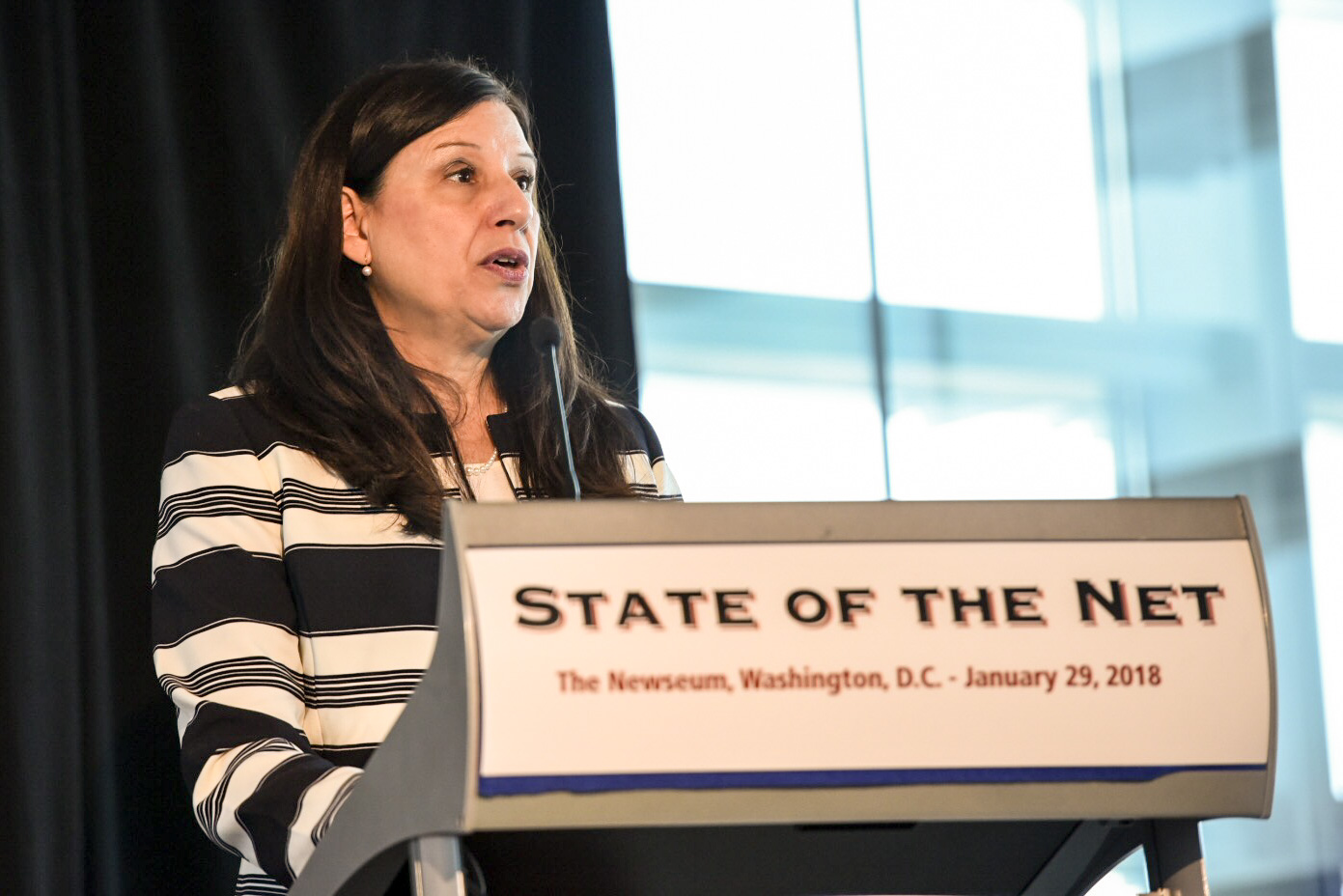
Elaine Duke en 2018.

Sous-secrétaire à la Sécurité intérieure chargée de la gestion entre 2008 et 2010 sous George W. Bush et Barack Obama, elle est nommée secrétaire adjointe au département de la Sécurité intérieure des États-Unis par le président Donald Trump en 2017. Elle est largement confirmée dans ses fonctions par le Sénat, par un vote de 85 voix contre 14.
Elle assure par intérim le poste de secrétaire entre le départ de John F. Kelly et la prise de fonction de Kirstjen Nielsen. Elle démissionne en 2018 et se retire de la vie publique.